# Lampeudeu Baroh
Lampeudeu Baroh is een bestuurslaag in het regentschap Pidie van de provincie Atjeh, Indonesië. Lampeudeu Baroh telt 831 inwoners (volkstelling 2010).